# Abolition du travail salarié
L'abolition du travail salarié est une revendication révolutionnaire issue des courants marxistes et anarchistes. Il s'agit d'une nouvelle répartition des richesses par la mise en commun de ces dernières, que chacun puisse obtenir suffisamment pour subvenir à ses besoins à condition qu'il contribue sa force de travail pour le bien de l'humanité.
Bien que l'abolition du travail salarié soit un concept important de la pensée marxiste, elle n'a jamais fait l'objet de mise en pratique au sein de ce courant. Par exemple, durant la révolution russe de 1917, le parti Bolchevik a employé l'argumentation marxiste contre la petite propriété, mais n'a pas aboli le salariat ce qui a conduit les anarchistes à qualifier le fonctionnement marxiste de capitalisme d'État. Dans le milieu anarchiste, elle ne l'a été que dans quelques collectivités libertaires espagnoles en 1936 et au début de 1937, mais l'expérience n'a pas survécu à la guerre civile. 
L'idée continue d'être défendue par de nombreux courants marxistes, anarchistes ou syndicalistes-révolutionnaires.

## Historique de la revendication
Socrate, Platon, Xénophon, Aristote et Cicéron mentionnent déjà le travail comme corvée à éradiquer,.
Au dix-huitième siècle et au début du siècle suivant, des textes arguent pour le travail forcé comme solution à la pauvreté ou à l'oisiveté : le traité anonyme Essay on Trade and Commerce de 1770 propose d'emprisonner les pauvres et de les faire travailler quatorze heures par jour pour combattre leur esprit de paresse et d'indépendance, tandis que l'Angleterre passe la New Poor Law en 1834 qui réforme l'assistance aux pauvres.

## Présentation
La critique du travail peut être d'ordre existentialiste et montrer que le travail a peu de sens et se dresse comme obstacle à la réalisation de soi. Elle peut aussi se concentrer sur les conséquences négatives du surtravail sur la productivité de la société ou sur sa cohésion. Enfin, elle peut être utilitariste et arguer que le travail a des conséquences négatives sur la santé et le bien-être,,.
Pour Karl Marx, le travail salarié, c'est-à-dire la location de la force de travail de l'employé par le capitaliste, est un aspect du mode de production capitaliste. Selon lui, il transforme le travail en marchandise et le développement du salariat implique celui du rapport social capitaliste dans la société.
Il est opposé également à la propriété privée des moyens de production dans le cadre de l'artisanat, qu'il juge réactionnaire. Pour Marx, le communisme, c'est-à-dire la propriété commune des moyens de production, est une étape du développement des sociétés humaines qui se situe au-delà du capitalisme, alors que la petite production artisanale est une étape dépassée de cette évolution. Cela fait partie de son argumentation contre Proudhon. Trois raisons à cela :
1. La petite production privée ne permet pas d'assurer une production suffisante pour permettre l'abondance de biens nécessaire au communisme.
2. Elle implique une mentalité particulière, étroite et patriarcale puisque fondée sur la transmission familiale de la propriété.
3. Ses fondements ne sont pas différents de ceux du capitalisme, puisque sa survie face à la concurrence implique de se développer sous la forme d'une entreprise capitaliste (recours au crédit, accumulation du capital, embauche de salariés).

## Citation
En même temps, et tout à fait en dehors de l'asservissement général qu'implique le régime du salariat, les ouvriers ne doivent pas s'exagérer le résultat final de cette lutte quotidienne. Ils ne doivent pas oublier qu'ils luttent contre les effets et non contre les causes de ces effets, qu'ils ne peuvent que retenir le mouvement descendant, mais non en changer la direction, qu'ils n'appliquent que des palliatifs, mais sans guérir le mal. Ils ne doivent donc pas se laisser absorber exclusivement par les escarmouches inévitables que font naître sans cesse les empiétements ininterrompus du capital ou les variations du marché. Il faut qu'ils comprennent que le régime actuel, avec toutes les misères dont il les accable, engendre en même temps les conditions matérielles et les formes sociales nécessaires pour la transformation économique de la société. Au lieu du mot d'ordre conservateur: « Un salaire équitable pour une journée de travail équitable », ils doivent inscrire sur leur drapeau le mot d'ordre révolutionnaire: « Abolition du salariat ».
Karl Marx a écrit Travail salarié et Capital en 1847 et Salaire, prix et plus-value, en 1865.